# Stadionul Șahtior
Stadionul Șahtior este un stadion multi-funcțional din Donețk, Ucraina. În prezent este utilizat în principal pentru meciuri de fotbal. Stadionul Șahtior a fost stadionul de casă al clubului Șahtior Donețk până în 1996.
Stadionul a fost construit în 1936, cel mai recent fiind reconstruit în anul 2000, și are o capacitate de 31.718 de locuri. În prezent arena este utilizată de Șahtior Donețk II și Metalurg Donețk pentru competițiile europene.
Stadionul este cunoscut și ca fiind locul asasinării celebrului criminal Ahat Braghin, pe 15 octombrie 1995.